# Blylaget
Blylaget est une localité du comté d'Akershus, en Norvège.

## Description
Blygavet est une zone résidentielle entre Nesodden et Frogn. Elle est située sur le côté est de la péninsule de Nesoddtangen, à une certaine distance dans le Bunnefjorden, au sud d'Oslo. Blylaget possède plusieurs plages de baignade, dont les plus grandes sont Slora, Sinding et Blylaget.
L'acteur Nils Vogt y a sa maison de vacances. La percussionniste Ingrid Berge a grandi à Blylaget.